# Tarhunzas

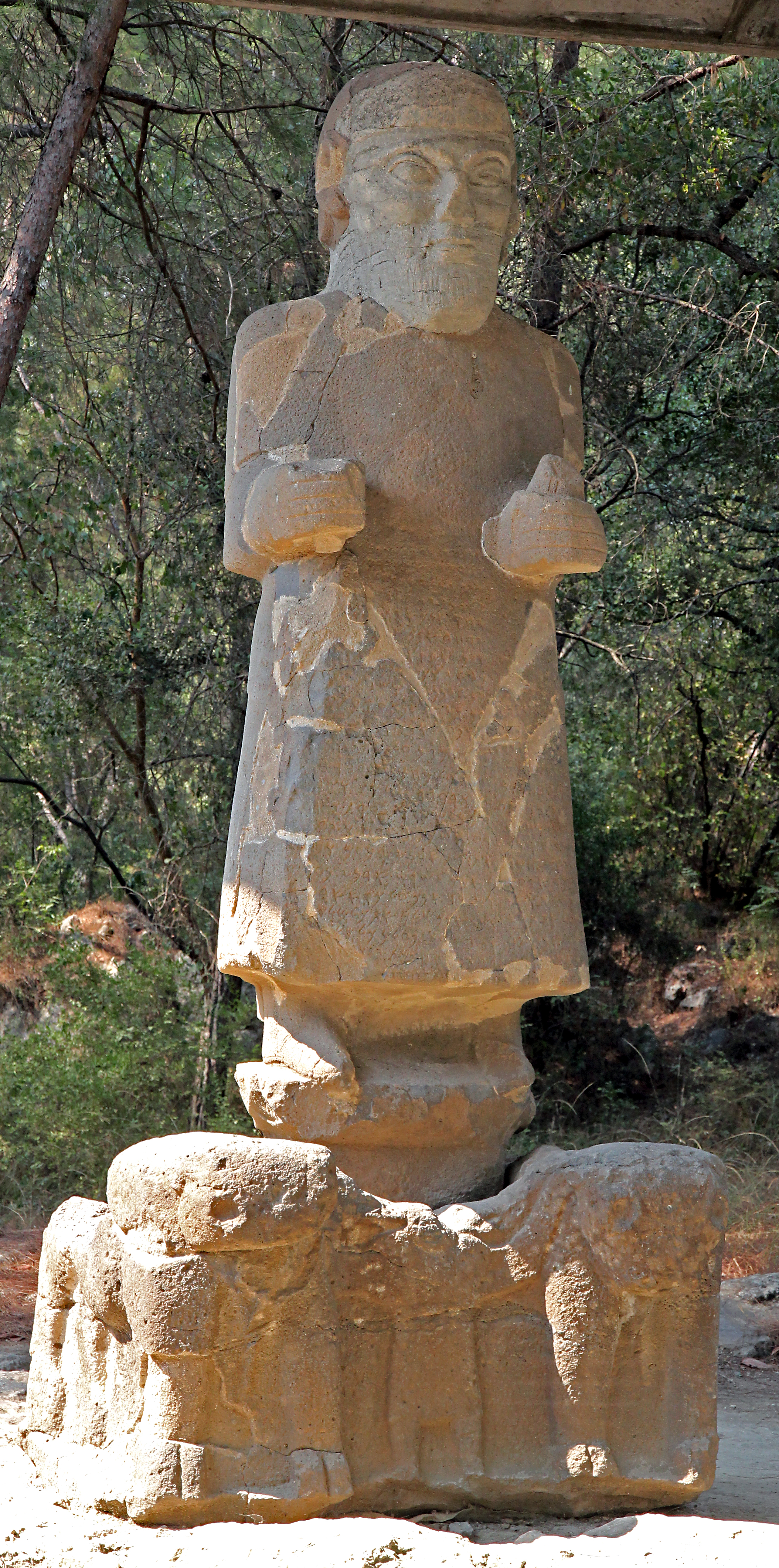
Karatepe, il dio Tarhunzas

Tarhunzas (o Tarku ma anche Tarhunza) fu un'antichissima divinità dell'Anatolia, il dio eccelso, chiamato anche Baal-Tarz, considerato l'omologo di Zeus.
Su una stele rinvenuta a Karatepe è scritto:
La straordinaria scoperta avvenuta a Karatepe, in Turchia, nel 1946, ad opera dagli archeologi Helmuth Theodor Bossert e Halet Cambel riportò alla luce sia la statua di Tarhunzas che un piccolo tempio a lui dedicato.
Temuto dai marinai per le tempeste, Tarhunzas era anche l'espressione del rispetto che le popolazioni di quei luoghi nutrivano per la fecondità della terra, i suoi ritmi, i suoi misteri e i suoi frutti. Durante l'anno la statua venivano adorna con le primizie della terra: fasci di spighe, tralci di viti e fiori. 
Giuseppe Furlani afferma che "nel paese di Luwiya si adorava segnatamente Shantash (Sandon) e accanto a questo anche Tarhunza".
Venne assimilato al suo omologo hurrita Teshub.